# 박삼득
박삼득(朴三得, 1956년 ~ )은 대한민국의 육군 중장으로 예편한 군인이며, 국가보훈처장에 지명되었다.

## 학력
- 부산상업고등학교
- 대한민국 육군사관학교 36기 학사
- 대한민국 육군보병학교 수료
- 대한민국 육군포병학교 수료
- 대한민국 육군공병학교 수료
- 한남대학교 대학원 행정학 석사

## 경력
- 2003년 12월 대한민국 육군 제15보병사단 38연대 연대장
- 2005년 육군본부 감찰감실 검열과 과장
- 2006년 육군 제1군단 참모장
- 2007년 육군본부 정보작전관리부 작전처 처장
- 2009년 육군 제5사단 사단장
- 2011년 국방부 육군 개혁실 실장
- 2012년 11월 ~ 2014년 10월 : 제41대 국방대학교 총장
- 2014년 10월 대한민국 육군 제2작전사령부 부사령관
- 2017년 11월 : 전쟁기념관 관장 겸 전쟁기념사업회 회장
- 2019년 8월 ~ 2020년 12월 : 국가보훈처장